# Graspop

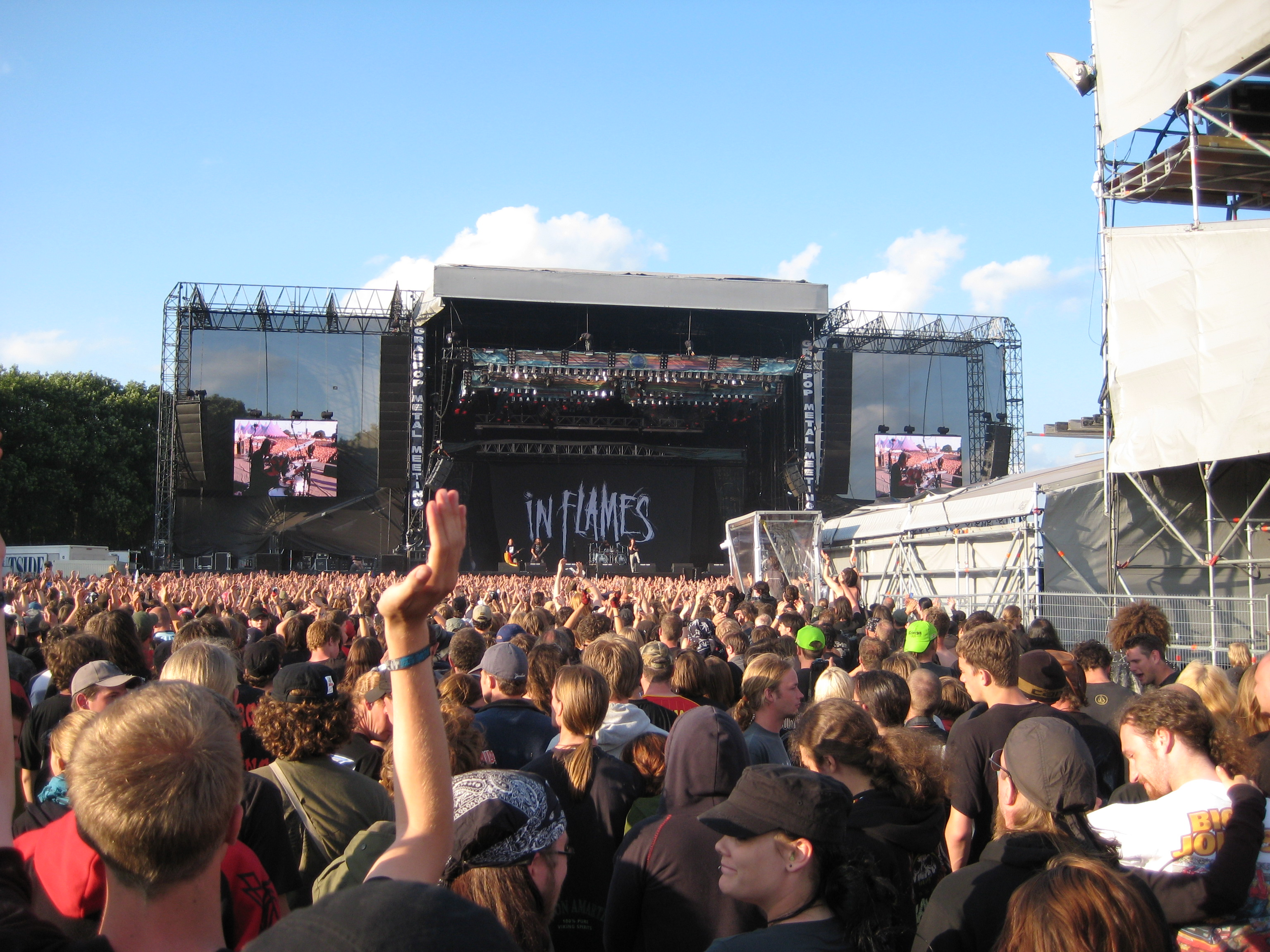
In Flames i ett framträdande vid Graspop 2008.

Graspop är en musikfestival för hårdrock och metal i Dessel, Belgien.